# عبادالله مولایی
عبادالله مولایی(متولد ۱۳۴۰) دیپلمات اهل او سیاسمندار ایرانی  است.

## بیوگرافی
مشاور وزیر خارجه ۱۳۹۸-۱۳۹۹ بازنشسته شد
سفیر ایران در اتریش و اکردیته در اسلوکی ۱۳۹۴-۱۳۹۸
مدیرکل شمال و شر اروپا وزارت خارجه  ۱۳۹۲- ۱۳۹۴
مشاور معاون وزیر خارجه  ۱۳۸۵-۱۳۹۲
معاون سفیر ایران در المان  ۱۳۸۱- ۱۳۸۵
مشاور معاون وزیر خارجه  ۱۳۷۸- ۱۳۸۱
کارشناس سیاسی سفارت ایران در اتریش و اکردیته در اسلواکی۱۳۷۴-۱۳۷۸
کارشناس سیایی  اداره کل غرب اروپا ۱۳۷۱-۱۳۷۴
کارشناس سیاسی سفارت ایران در فرانسه و اکردینه موناکو ۱۳۷۶-۱۳۷۱
کارشناس سیایی  اداره کل غرب اروپا  ۱۳۶۵-۱۳۶۷ 